# Nādāpuram
Nādāpuram är en ort i Indien.   Den ligger i distriktet Kozhikode och delstaten Kerala, i den södra delen av landet, 1 900 km söder om huvudstaden New Delhi. Nādāpuram ligger 24 meter över havet och antalet invånare är 39 512.
Terrängen runt Nādāpuram är platt. Runt Nādāpuram är det mycket tätbefolkat, med 1 095 invånare per kvadratkilometer. Närmaste större samhälle är Thalassery, 19,0 km väster om Nādāpuram. I omgivningarna runt Nādāpuram växer i huvudsak städsegrön lövskog.